# Francesco Grimaldi di Monaco
Francesco Grimaldi (Genova, ... – Ventimiglia, 1309), detto Malizia o "il furbo", fu il capo dei guelfi che catturarono la Rocca di Monaco nella notte dell'8 gennaio del 1297 divenendo quindi il primo Signore di Monaco.

## Biografia

### Infanzia

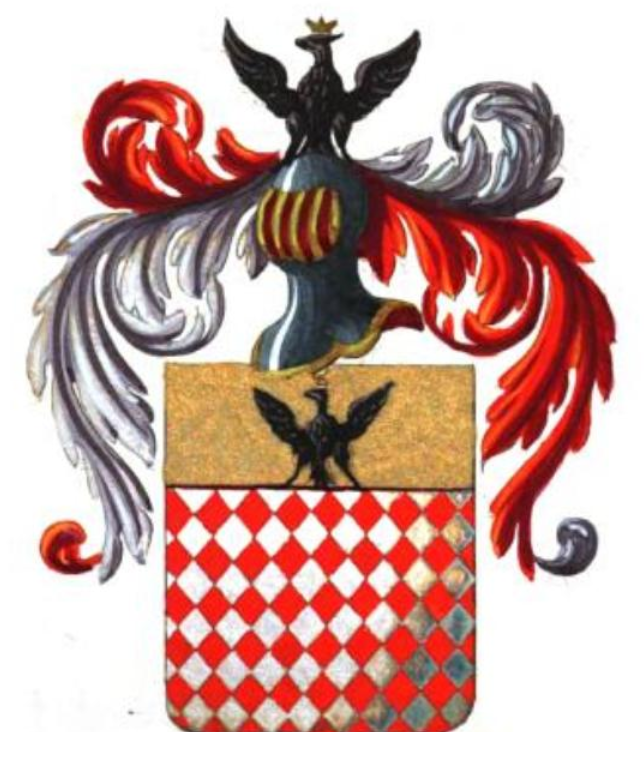
Stemma dei Grimaldi di Genova

Era figlio di Guglielmo, della nobile casata genovese dei Grimaldi e di sua moglie Giacoba, di casato sconosciuto.
La famiglia discendeva da Grimaldo, che era stato console della Repubblica di Genova nel 1162, 1170 e 1184.

### Presa della Rocca di Monaco

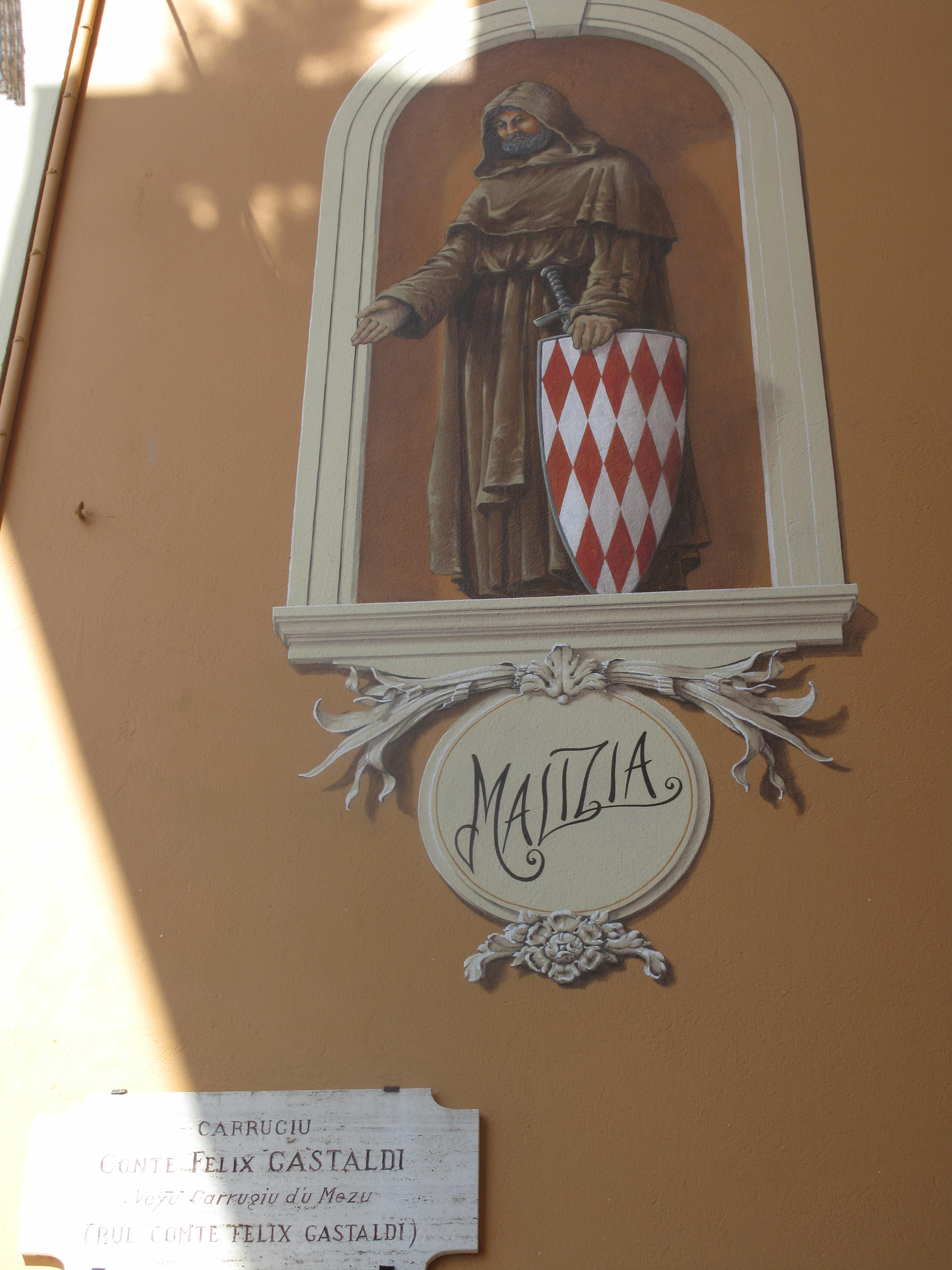
Il Malizia in una raffigurazione a Monaco Vecchia

Vestitosi da monaco francescano, Francesco venne fatto entrare entro i cancelli della rocca, in modo da impadronirsi del castello con il cugino Ranieri I, signore di Cagnes, e con un gruppo di uomini al suo seguito. Questo evento è ricordato nello stemma monegasco, dove i due sostegni, rappresentanti due monaci armati, si pensa alludano a questo avvenimento. Il fratello mantenne la città per quattro anni, ma venne poi espulso dalla città.

### Matrimonio

Armi di Casa Del Carretto

Sposatosi nel 1295 con Aurelia Del Carretto, non ebbe figli da questo matrimonio. 

### Morte

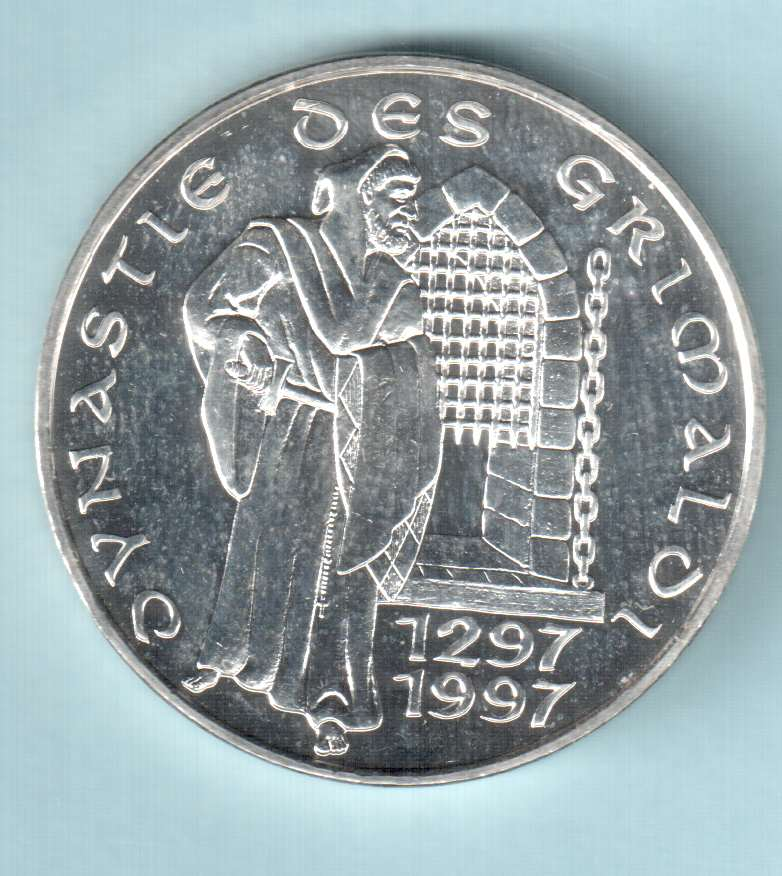
Francesco Grimaldi in una moneta da 100 franchi

Dopo la sua morte, nel 1309, gli succedette il cugino, Ranieri, signore di Cagnes.
La famiglia Grimaldi, con i discendenti del cugino, ha conservato la reggenza di Monaco sino ai giorni nostri.

## Iscrizione commemorativa
Una scritta in cinque lingue (monegasco, francese, inglese, tedesco e italiano) è esposta a Monaco, nella piazza davanti al palazzo del principe, accanto alla moderna statua di Francesco Grimaldi:
U oetu de zena d'u mila dui çentu nunanta sete, de sëra, Francescu Grimaldi arriva cun ün statagema a s'impadruni d'a furteça bastia da i Genuesi scïu d'u schoeyu de Munëgu: vestiu da frate, se fa droeve ë porte e piya ë gardie per sürpresa.
E cisci fandu devegne u primu Grimaldi a regna sciü de Munëgu.
Ün suvegni d'achëstu cou de man, e stau stranumau Maliçia che voe di Fürbu.»
L'8 gennaio 1297, di sera, Francesco Grimaldi riesce con uno stratagemma a impadronirsi della fortezza costruita dai genovesi sulla rocca di Monaco: travestito da monaco, si fa aprire le porte e prende di sorpresa le guardie.
Diventa così il primo Grimaldi a regnare su Monaco.
In ricordo di questo episodio è stato soprannominato Malizia, ossia furbo.»

## Ascendenza
|                     |   |                   | Genitori        |  |  | Nonni |  |  | Bisnonni             |  |  | Trisnonni         |  |
|                     |   |                   |                 |  |  |       |  |  | Grimaldo II Grimaldi |  |  | Oberto I Grimaldi |  |
|                     |   |                   |                 |  |  |       |  |  | Grimaldo II Grimaldi |  |  | Oberto I Grimaldi |  |
|                     |   | Corradina Spinola |                 |  |  |       |  |  | Grimaldo II Grimaldi |  |  |                   |  |
| Antonio Grimaldi    |   |                   |                 |  |  |       |  |  | Grimaldo II Grimaldi |  |  |                   |  |
|                     |   | Oiretta de Castro | Merle de Castro |  |  |       |  |  |                      |  |  |                   |  |
|                     |   | Oiretta de Castro | Merle de Castro |  |  |       |  |  |                      |  |  |                   |  |
|                     |   | Oiretta de Castro | …               |  |  |       |  |  |                      |  |  |                   |  |
| Guglielmo Grimaldi  |   | Oiretta de Castro |                 |  |  |       |  |  |                      |  |  |                   |  |
|                     |   | …                 | …               |  |  |       |  |  |                      |  |  |                   |  |
|                     |   | …                 | …               |  |  |       |  |  |                      |  |  |                   |  |
|                     |   | …                 | …               |  |  |       |  |  |                      |  |  |                   |  |
| …                   |   | …                 |                 |  |  |       |  |  |                      |  |  |                   |  |
|                     |   | …                 | …               |  |  |       |  |  |                      |  |  |                   |  |
|                     |   | …                 | …               |  |  |       |  |  |                      |  |  |                   |  |
|                     |   | …                 | …               |  |  |       |  |  |                      |  |  |                   |  |
| Francesco di Monaco |   | …                 |                 |  |  |       |  |  |                      |  |  |                   |  |
|                     | … | …                 |                 |  |  |       |  |  |                      |  |  |                   |  |
|                     | … | …                 |                 |  |  |       |  |  |                      |  |  |                   |  |
|                     | … | …                 |                 |  |  |       |  |  |                      |  |  |                   |  |
| …                   | … |                   |                 |  |  |       |  |  |                      |  |  |                   |  |
|                     |   | …                 | …               |  |  |       |  |  |                      |  |  |                   |  |
|                     |   | …                 | …               |  |  |       |  |  |                      |  |  |                   |  |
|                     |   | …                 | …               |  |  |       |  |  |                      |  |  |                   |  |
| Giacoba ?           |   | …                 |                 |  |  |       |  |  |                      |  |  |                   |  |
|                     |   | …                 | …               |  |  |       |  |  |                      |  |  |                   |  |
|                     |   | …                 | …               |  |  |       |  |  |                      |  |  |                   |  |
|                     |   | …                 | …               |  |  |       |  |  |                      |  |  |                   |  |
| …                   |   | …                 |                 |  |  |       |  |  |                      |  |  |                   |  |
|                     |   | …                 | …               |  |  |       |  |  |                      |  |  |                   |  |
|                     |   | …                 | …               |  |  |       |  |  |                      |  |  |                   |  |
|                     |   | …                 | …               |  |  |       |  |  |                      |  |  |                   |  |
|                     |   | …                 |                 |  |  |       |  |  |                      |  |  |                   |  |